# Chantrea
Chanthrea là một huyện thuộc tỉnh Svay Rieng, phía nam Campuchia. Huyện được chia thành 10 xã (khum) và 49 làng (phum). Theo thống kê năm 1998, dân số toàn huyện là 45.439 người.
Các xã của Chanthrea gồm:
- Prey Kokir: Angk Kduoch, Trapeang Bon, Chamkar Leav, Prey Kokir, Kaoh Kou
- Samraong: Kaoh Kban Cheung, Kaoh Kban Kandal, Chek
- Chantrea (xã): Chantrea, Kouk Taek, Tong Mau, Saenta
- Chres: Trapeang Run, Trapeang Thlok, Doun Nouy, Trapeang Die Leu, Banla S'et, Tuol Spean, Trapeang Die Kraom, Tuol Ampil
- Me Sar Thngak: Svay Kuy, Dei Kraham, Ta Dev, Bos, Baray, Pou
- Tuol Sdei: Tuol Sdei, Doun Tey, Kaoh Ruessei
- Bavet: Ta Boeb, Ta Pov, Bavet Leu, Bavet Kandal, Chrak Leav
- Prasat: Prasat, Kandal
- Prey Angkunh: Kouk Lvieng, Kampout Chruk, Chrey Thum, Prey Tob, Angk Sala, Kampout Liep, Prey Angkunh, Bos Krasang
- Bati: Trapeang Phlong, Thnanh, Prasab Leak, Chrak Ruessei, Thnal Kaeng

Chanthrea là một huyện biên giới của Campuchia với Việt Nam, phía Nam và phía Đông giáp với tỉnh Long An của Việt Nam, phía Đông Bắc giáp với tỉnh Tây Ninh của Việt Nam. Các phía khác còn lại Chanthrea giáp các huyện khác cùng tỉnh: phía Tây Bắc giáp huyện Svay Theab, phía Tây giáp huyện Kampong Rou.